# Attobrou
Attobrou är en ort i Elfenbenskusten. Den ligger i distriktet Lagunes i den sydöstra delen av landet, 160 km sydost om huvudstaden Yamoussoukro. Folkmängden uppgår till cirka 9 000 invånare.